# Барум, Стивен
Стивен Барум (англ. Stephen Burum; род. 25 ноября 1939, Висейлия, Калифорния) — американский кинооператор.

## Биография
Родился 25 ноября 1939 года в городе Висейлия, США. Учился в колледже Ридли, после окончания которого поступил в Калифорнийский университет в Лос-Анджелесе. В университете среди его учителей были Генри Костер, Дороти Арзнер и Стэнли Крамер. В 1963 году Стивен закончил обучение, а в 1965 году его призвали в армию. После возвращения из армии он решил поехать в Калифорнию чтобы начать карьеру кинооператора. В первое время работал помощником оператора на съёмках рекламных роликов и малобюджетных фильмов. В 1976 году режиссёр Фрэнсис Форд Коппола, с которым они вместе учились в Калифорнийском университете, пригласил Стивена во вторую операторскую бригаду на съемки фильма «Апокалипсис сегодня». В качестве основного кинооператора Барум сотрудничал с Копполой на фильмах «Изгои» и «Бойцовая рыбка». Также известен своим сотрудничеством с кинорежиссёром Брайаном Де Пальмой. Среди их совместных работ такие фильмы как «Неприкасаемые», «Путь Карлито», «Миссия невыполнима» и «Глаза змеи».
За операторскую работу в фильме «Хоффа» Барум получил премию Американского общества кинооператоров и номинацию на «Оскар».
Член Американского общества кинооператоров с 1974 года.

## Избранная фильмография
- 1982 — Существо / The Entity (реж. Сидни Фьюри)
- 1982 — Долина смерти / Death Valley (реж. Дик Ричардс)
- 1983 — Изгои / The Outsiders (реж. Фрэнсис Форд Коппола)
- 1983 — Бойцовая рыбка / Rumble Fish (реж. Фрэнсис Форд Коппола)
- 1983 — Именно так зло и приходит / Something Wicked This Way Comes (реж. Джек Клейтон)
- 1983 — Редкая отвага / Uncommon Valor (реж. Тед Котчефф)
- 1984 — Двойник тела / Body Double (реж. Брайан Де Пальма)
- 1985 — Невеста / The Bride (реж. Франк Роддам)
- 1985 — Огни святого Эльма / St. Elmo’s Fire (реж. Джоэл Шумахер)
- 1986 — Восемь миллионов способов умереть / 8 Million Ways to Die (реж. Хэл Эшби)
- 1987 — Неприкасаемые / The Untouchables (реж. Брайан Де Пальма)
- 1988 — Артур 2: На мели / Arthur 2: On The Rocks (реж. Бад Йоркин)
- 1989 — Военные потери / Casualties of War (реж. Брайан Де Пальма)
- 1989 — Война Роузов / The War of the Roses (реж. Дэнни Де Вито)
- 1991 — Он сказал, она сказала / He Said, She Said (реж. Кен Квапис и Мариса Силвер)
- 1992 — Хоффа / Hoffa (реж. Дэнни Де Вито)
- 1992 — Людские неприятности / Man Trouble (реж. Боб Рейфелсон)
- 1992 — Воспитание Каина / Raising Cain (реж. Брайан Де Пальма)
- 1993 — Путь Карлито / Carlito’s Way (реж. Брайан Де Пальма)
- 1994 — Тень / The Shadow (реж. Рассел Малкэхи)
- 1996 — Миссия невыполнима / Mission: Impossible (реж. Брайан Де Пальма)
- 1997 — День отца / Fathers’ day (реж. Айван Райтман)
- 1998 — Глаза змеи / Snake Eyes (реж. Брайан Де Пальма)
- 1999 — Таинственные люди / Mystery Men (реж. Кинка Ашер)
- 2000 — Миссия на Марс / Mission to Mars (реж. Брайан Де Пальма)
- 2002 — Жизнь, или Что-то вроде того / Life or Something Like It (реж. Стивен Херек)
- 2004 — Звезда сцены / Confessions of a Teenage Drama Queen (реж. Сара Шугарман)